# Francesc Torras Armengol
Francesc Torras Armengol (Terrassa, 1832 - Madrid, 1878) fou un pintor, escultor i gravador català.

## Biografia
Format en el món acadèmic, amplià estudis al París de l'època de Delacroix, i a Madrid, on inicià una carrera notable d'artista i docent.
Després d'uns inicis com escultor, en els que destaca el relleu de la Conquesta de Mallorca per Jaume I, conservat a la Reial Acadèmia Catalana de Belles Arts de Sant Jordi, practicà una pintura d'història i religiosa elegant, en la tradició romàntica. Les seves millors obres ingressaren al Museo del Prado, que les té dipositades a la Biblioteca Museu Víctor Balaguer de Vilanova i la Geltrú (Martiri de Sant Servand i Sant Germà), Girona i Olot. Fou també un retratista sobri, especialment de la burgesia terrassenca, que sabia copsar la personalitat dels seus personatges.

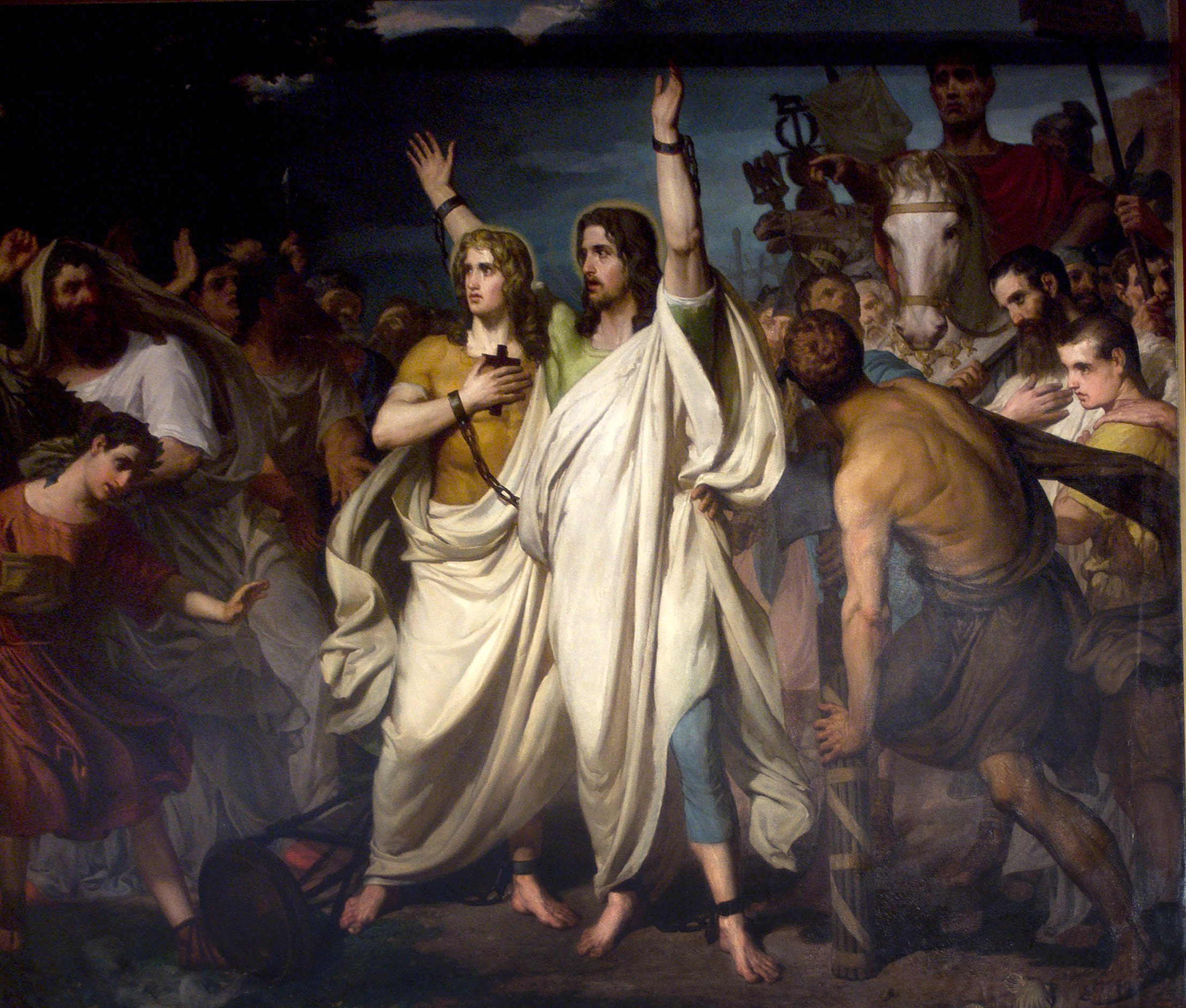
Martiri dels sants Servand i Germà, conservat a la Biblioteca Museu Víctor Balaguer

Fou un dels primers artistes a l'estat espanyol que practicà el gravat calcogràfic amb intenció no documental sinó creativa, a la sèrie El grabador al aguafuerte (Madrid 1874-76).
Obra seva es conserva també al MNAC -on hi ha la major part dels seus dibuixos-, el Museu de Terrassa, el Museu d'Art de Sabadell, o al Museo de Farmacia de Madrid. Hi ha diverses matrius calcogràfiques seves a la Calcografía Nacional de Madrid, i una bona col·lecció d'estampes a la Unitat Gràfica de la Biblioteca de Catalunya.